# موش پنبه کوهی
موش پنبه کوهی (نام علمی: Sigmodon zanjonensis) نام یک گونه از زیرخانواده سینی‌دندانیان است.